# 2,4,5-T
El 2,4,5-T, (nombre químico: ácido 2, 4, 5- triclorofenoxiacético) es una auxina sintética con efectos plaguicidas, prohibido en todas sus formulaciones y usos por el Convenio de Róterdam, por ser dañino para la salud humana y el ambiente.

## Resumen de la prohibición
Está prohibida la producción, uso y comercialización de todos los productos de protección de plantas que contengan 2,4,5-T. Está permitida la importación y uso del producto químico para la investigación o propósitos de laboratorio en cantidades menores. 

## Peligros y riesgos conocidos respecto a la salud humana
Está prohibido usar y comercializar el 2,4,5-T por sus efectos adversos para los humanos, por la alta toxicidad del contaminante 2,3,7,8-TCDD, que ha sido encontrado ser carcinogénico y teratogénico. El 2,4,5-T es un plaguicida clasificado por la OMS como obsoleto. Los aplicadores y el público en general están expuestos a potenciales peligros del producto a través de la inhalación y la ingestión. Es un potencial contaminante de las aguas.

## Peligros y riesgos conocidos respecto al ambiente
El 2,4,5-T es fitotóxico para casi todos los vegetales de hoja ancha, especialmente algodón, tomates, ornamentales, viñedos y frutales. El compuesto es largamente persistente y tiene efectos ambientales, potencial bioacumulación y forma sustancias altamente tóxicas por termólisis. En general, el impacto a largo plazo medio ambiental del 2,4,5-T puede considerarse bajo pero se incrementa con el nivel de la impureza TCDD. Puede causar contaminación de ríos y riachuelos.